# Claudio Granata
Claudio Granata ist ein ehemaliger italienischer Motorradrennfahrer, der in den frühen 1980er-Jahren aktiv war. Er startete unter anderem für das Werksteam von Garelli in der 50‑cm³- und 80‑cm³-Klasse bei nationalen und internationalen Motorradrennen.

## Karriere
Granata trat insbesondere in der Saison 1983 und 1984 mit Garelli-Maschinen in kleinvolumigen Klassen an und war mehrfach bei nationalen oder internationalen Rennen in Italien und Europa aktiv.
Bekannte Rennergebnisse:
- 18. September 1983: 3. Platz, Rennen in Mugello in Italien
- 2. Oktober 1983: 4. Platz, Italienische Meisterschaft auf dem  Autodromo Vallelunga 50-cm³-Klasse
- 15. März 1984: 3. Platz, Große Preis der Nationen (Misano) 80-cm³-Klasse.
- 28. April 1984: 2. Platz, 80-cm³-Rennen in Monza
- 13. Mai 1984: 5. Platz, 80-cm³-Rennen in Deutschland
- 8. April 1984: 14. Platz, Großer Preis von Spanien (Motorrad) (Jarama), 80-cm³-Klasse.
- 15. April 1984: 10. Platz, Großer Preis von Italien (Misano), 80-cm³-Klasse
- 17. Juni 1984: 11. Platz, Großen Preis von Jugoslawien (Rijeka), 80-cm³-Klasse.